# Otávio Júnior
Otávio Júnior (egentligen Otávio César de Souza Júnior), född 1983 i Rio de Janeiro, är en brasiliansk författare, skådespelare och teaterproducent. Han gjorde sig känd när han i april 2011 öppnade det första biblioteket i Rio de Janeiros favelor Complexo do Alemão och Complexo da Penha.
För sina läsfrämjande insatser och andra kulturaktiviteter har Otávio Júnior mottagit flera utmärkelser. I september 2014 besökte han bokmässan i Göteborg, i samband med att brasiliansk litteratur var årets huvudtema.

## Utmärkelser
- 2008 – "Prêmio Faz Diferença", från dagstidningen O Globo[3]
- 2012 – "Madre Teresa de Calcutá 2012", från Argentina, för tjänster för samhället[4]

## Källhänvisningar
1. ↑  Mirella D'Elia (2011-04-18): "A biblioteca do 'Livreiro do Alemão'. Veja.abril.com.br. Läst 20 september 2014. (portugisiska)
2. 1 2  "Otávio Junior". Arkiverad 22 september 2014 hämtat från the Wayback Machine. Bokmassan.se. Läst 20 september 2014. (engelska)
3. ↑  Beatriz Rey (2011-08): "Aposta nas letras". Arkiverad 15 juli 2014 hämtat från the Wayback Machine. Revistaeducacao.uol.com.br. Läst 20 september 2014. (portugisiska)
4. ↑  Paula Chouza (2013-12-05): "Um Dom Quixote no Complexo do Alemão<". Elpais.com. Läst 20 september 2014. (portugisiska)